# Femøren Station
Femøren Station er en Metro-station på Amager. Den ligger på linje M2 mellem stationerne Amager Strand og Kastrup.
Femøren Station blev indviet i 2007. Stationen ligger i takstzone 3.
I 2012 var passagertalet pr. dag i gennemsnit 2.300 personer .

## Amagerbanen
Amagerbanens "Syrevej Station" lå ca. 100 meter syd for, hvor Femøren Station nu ligger.